# Marie-Jean-Pierre Flourens

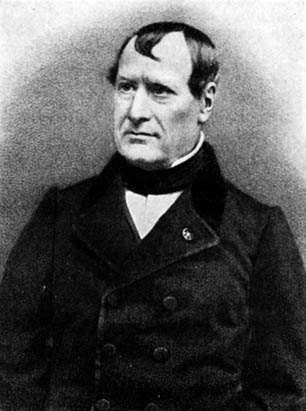
Marie-Jean-Pierre Flourens

Marie-Jean-Pierre Flourens (* 13. April 1794 in Maureilhan; † 6. Dezember 1867 in Montgeron) war ein französischer Anatom, Physiologe und Neurophysiologe.

## Leben und Wirken
Pierre Flourens studierte Medizin an der Universität in Montpellier, wo er insbesondere die Kurse von Augustin-Pyrame de Candolle belegte. Im Jahre 1813 wurde er zum Doktor der Medizin promoviert. Er beschäftigte sich hiernach aber fast ausschließlich mit Fragen der Naturgeschichte. Im darauffolgenden Jahr ging er mit einem Empfehlungsschreiben versehen nach Paris zu Jean-Baptiste Lamarck, Étienne Geoffroy Saint-Hilaire und Antoine Portal (1742–1832).
Ab 1815 bildete er sich in Physiologie weiter und wurde Mitarbeiter des Naturforschers und Zoologen Georges Cuvier.
Flourens erforschte, unter anderem durch Tierversuche, die Lokalisation von Gehirnleistungen. Er fand auch (vorbereitet durch Luigi Rolando) die Funktion des Kleinhirns als Koordinator von Bewegungen. 1828, das Jahr in dem Flourens den Point vital entdeckte, wurde Flourens in die Académie des sciences aufgenommen und 1855 zum Professor am Collège de France berufen. Unter dem Einfluss von Cuvier wurde Flourens zu einem der Gegner der Phrenologie von Franz Joseph Gall.
1847 erkannte Flourens in Paris die betäubende Wirkung von Chlorethan und Chloroform. Er konnte zudem im Tierversuch zeigen, dass verschiedene Abschnitte des zentralen Nervensystems unterschiedlich leicht narkotisierbar sind, und beobachtete verschiedene Stadien beim Ablauf von Inhalationsnarkosen.

## Ehrungen
1837 wurde er Mitglied der Abgeordnetenkammer und 1846 Mitglied der Pairskammer. Bei der Wahl zur Neubesetzung des 29. Sessels der Académie française konnte er sich weiterhin im vierten Wahlgang gegen Victor Hugo durchsetzen, was zu Protesten der literarischen Presse und der Öffentlichkeit führte. 1835 wurde er zum auswärtigen Mitglied (Foreign Member) der Royal Society, 1838 zum Ehrenmitglied (Honorary Fellow) der Royal Society of Edinburgh, 1841 zum Mitglied der Leopoldina, 1843 zum auswärtigen Mitglied der Bayerischen Akademie der Wissenschaften, 1853 zum assoziierten Mitglied der Académie royale des Sciences, des Lettres et des Beaux-Arts de Belgique, 1856 zum korrespondierenden Mitglied der Russischen Akademie der Wissenschaften in St. Petersburg und 1859 zum auswärtigen Mitglied der Göttinger Akademie der Wissenschaften gewählt.

## Schriften (Auswahl)
- Recherches expérimentales sur les propriétés et les fonctions du système nerveux dans les animaux vertébrés, Crevot (Paris), 1824, Texte intégral.
- Cours sur la génération, l’ovologie et l’embryologie, fait au museum d’histoire naturelle en 1836 [recueilli et publié par  M. Deschamps], Trinquart (Paris), 1836
- Recherches sur le développement des os et des dents, Gide (Paris), 1842
- Anatomie générale de la peau et des membranes muqueuses, Gide (Paris), 1843
- Mémoires d’anatomie et de physiologie comparées, J.-B. Baillière (Paris), 1844
- Théorie expérimentale de la formation des os, J.-B. Baillière (Paris), 1847
- Fontenelle, ou De la philosophie moderne relativement aux sciences physiques, Paulin (Paris), 1847
- Éloge historique de J. Fr. Blumenbach, Didot (Paris), 1847 - Digitalisat
- Examen de la phrénologie, L. Hachette (Paris), 1851
- De la Longévité humaine et de la quantité de vie sur le globe, Garnier frères (Paris), 1856
- De la Vie et de l’intelligence, Garnier frères (Paris), 1858
- Recueil des éloges historiques lus dans les séances publiques de l’Académie des sciences, Garnier frères (Paris), 1856–1862,  3 vol.
- De la phrénologie et des études vraies sur le cerveau, Garnier fréres, 1863
- Examen du livre de M. Darwin sur l’origine des espèces, Garnier frères (Paris), 1864
- Ontologie naturelle, ou étude philosophique des êtres, Garnier frères (Paris), 1864
- Psychologie comparée, Garnier frères (Paris), 1865
- mit Georges Cuvier, Ferdinand Hoefer, Alexander von Humboldt, Charles Lyell: Discours sur les révolutions du globe, Firmin-Didot et Cie (Paris), 1879 Texte en ligne disponible sur IRIS

## Literatur

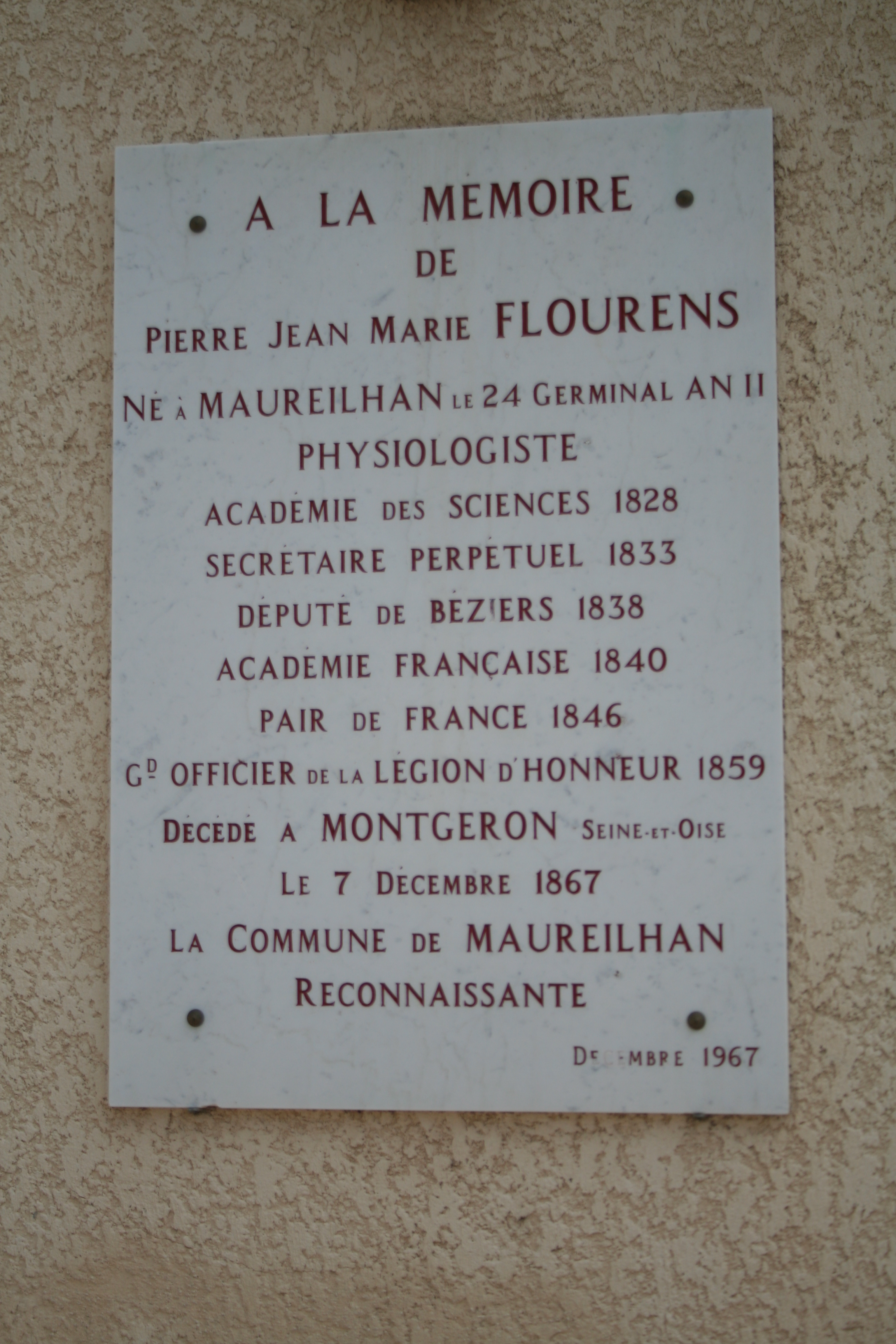
Gedenktafel für Pierre Jean Marie Flourens